# Bart De Wever
Bart Albert Liliane De Wever (Mortsel, 21 december 1970) is een Belgisch  Vlaams-nationalistisch politicus. Sinds 3 februari 2025 is hij premier van België in de regering-De Wever. De Wever was van 2004 tot 2025 partijvoorzitter van de Nieuw-Vlaamse Alliantie (N-VA). Sinds 1 januari 2013 is hij burgemeester van Antwerpen (vanaf 3 februari 2025 nog enkel titelvoerend).

## Biografie

### Jeugd en opleiding
Bart De Wever stamt uit een Vlaams-nationalistische familie. Zijn grootvader was lid van de Vlaams-nationalistische collaboratiepartij VNV. Tot 1980 woonde hij in Kontich-Kazerne, waar zijn moeder Irene Torfs een kruidenierswinkel had. In 1980 verhuisde het gezin naar Mortsel. Als middelbaar scholier zat hij op het  Onze-Lieve-Vrouw-van-Lourdescollege in Edegem en was hij lid van het VNJ waar zijn vader Henri 'Rik' De Wever, een spoorwegarbeider, een belangrijke bestuursfunctie vervulde.
De Wever studeerde eerst twee jaar rechten aan de universiteit van Antwerpen, maar haakte af, om vervolgens geschiedenis te studeren aan de universiteit van Leuven. De Wever behaalde in 1995 een licentie in de geschiedenis aan de KU Leuven en UFSIA en in 1996 een aggregaat aan de KU Leuven. Als student was De Wever lid van het LVSV, KVHV Antwerpen en KVHV Leuven. Tevens was hij hoofdredacteur van Tegenstroom en Ons Leven. De Wever was een tijd verbonden aan de KU Leuven als wetenschappelijk medewerker en werkte daar mee aan de Nieuwe Encyclopedie van de Vlaamse Beweging. Hij schreef toen ook als doctorandus een bijdrage over de controversiële politieke figuur Joris Van Severen voor het in 2001 uitgegeven jaarboek van de Stichting Joris Van Severen. Aan de KU Leuven was hij begonnen aan een proefschrift over de naoorlogse Vlaams-nationale partijvorming, toen hij in 2002 besloot zich volledig aan de politiek te wijden.
De Wever is getrouwd met een Nederlandse vrouw met wie hij vier kinderen heeft. Bruno De Wever, zijn tien jaar oudere broer, is eveneens historicus en doceert aan de Universiteit Gent. In oktober 2017 legde De Wevers moeder op 78-jarige leeftijd de eed af als raadslid voor N-VA in de districtsraad van Deurne.

### Politieke carrière

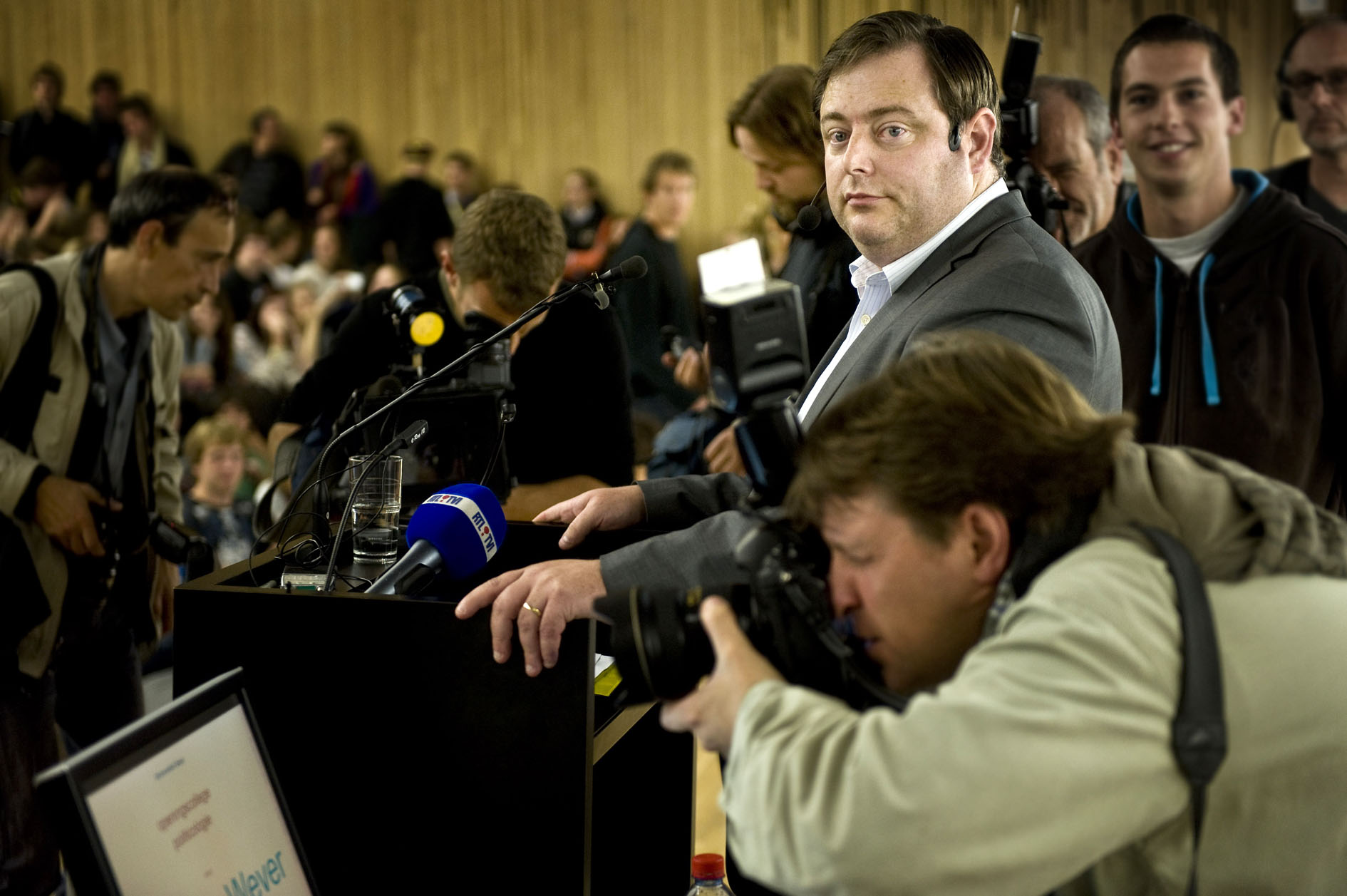
Bart De Wever in 2010

#### Oprichting N-VA en verkiezing tot partijvoorzitter
Door toedoen van vader Henri 'Rik' De Wever, een spoorwegarbeider die na de Tweede Wereldoorlog militant was van de paramilitaire Vlaamse Militante Orde, werd De Wever al op zeer jonge leeftijd lid van de Volksunie (VU). Voor deze partij nam hij in oktober 1994 deel aan de gemeenteraadsverkiezingen te Antwerpen in 1994 en stond hij op de kartellijst Antwerpen 94 van CVP en VU. Hij werd niet verkozen, maar zetelde van 1996 tot 1997 wel even in de districtsraad van Berchem. Vanaf januari 2000 was De Wever lid van het partijbestuur van de Volksunie.
Vanaf 1999 was De Wever aangesloten bij de Oranjehofgroep, die zich onder leiding van Geert Bourgeois verzette tegen de in hun ogen te progressieve partijlijn van de Volksunie onder het voorzitterschap van Bert Anciaux. Deze Oranjehofgroep zou na de splitsing van de Volksunie aan de basis liggen van de oprichting van de N-VA in oktober 2001. De Wever schreef het partijprogramma dat werd aangenomen op het eerste algemene ledencongres van de partij in maart 2002, dat door hemzelf werd voorgezeten, en werd lid van het partijbestuur, het dagelijks bestuur en de partijraad. Vanaf oktober 2003 was De Wever samen met Frieda Brepoels ondervoorzitter van de partij, een functie waarin hij Eric Defoort opvolgde.
Bij de federale verkiezingen van mei 2003 voerde De Wever de Kamerlijst aan in de kieskring Antwerpen, maar hij raakte niet verkozen. Omdat de N-VA bij deze verkiezing slechts een zetel in West-Vlaanderen had behaald en de overlevingskansen van de partij laag werden ingeschat, werd beslist om gesprekken aan te knopen met andere politieke partijen. Dit resulteerde in februari 2004 in de oprichting van een kartel met CD&V.
Bij de derde rechtstreekse Vlaamse verkiezingen van 13 juni 2004 werd hij vanop de vierde plaats van de CD&V-N-VA-lijst verkozen in de kieskring Antwerpen. Van eind juli tot midden november 2004 zat hij de fractie van N-VA in het Vlaams Parlement voor, die beslist had om een aparte fractie te vormen. Hij bleef Vlaams volksvertegenwoordiger tot eind juni 2007, waarna hij na de federale verkiezingen van juni 2007 de overstap maakte naar de Kamer van volksvertegenwoordigers. Bij deze verkiezingen was De Wever tweede op de CD&V-N-VA-lijst in Antwerpen en behaalde hij bijna 42.000 voorkeursstemmen. In het Vlaams Parlement werd hij begin juli 2007 opgevolgd door Dirk de Kort. In de Kamer was De Wever van 2007 tot 2008 ondervoorzitter.
In juni 2004 trad Geert Bourgeois af als voorzitter van N-VA, vanwege zijn toetreding tot de Vlaamse regering. De Wever werd vervolgens in zijn hoedanigheid als ondervoorzitter van N-VA aangesteld als waarnemend voorzitter van de partij, een functie die hij uitoefende in combinatie met Frieda Brepoels. Op een congres van de partij werd De Wever in oktober 2004 als enige kandidaat tot voorzitter van N-VA verkozen met 95% van de stemmen. Eind 2006 kwam De Wever onder vuur te liggen toen hij Jean-Marie Dedecker eerst binnenhaalde als nieuw N-VA-lid, maar vervolgens toch koos om het kartel met de CD&V te herstellen, terwijl de CD&V niet meer met Dedecker te maken wilde hebben en het kartel met de N-VA verbrak. Later werd het vertrouwen in De Wever door alle provinciale afdelingen van de partij opnieuw bevestigd. 

#### Rol in de federale onderhandelingen van 2007 en 2010
De Wever was, als voorzitter van de N-VA en kartelpartner van de CD&V, een van de deelnemers aan de moeizaam verlopende onderhandelingen in 2007 voor de vorming van de nieuwe federale regering, die stokten op de discussies over een door CD&V-N-VA gewenste staatshervorming. N-VA liet de steun aan de federale regeringen Verhofstadt III en Leterme I afhangen van het bereiken van een communautair akkoord. De Wever, die in maart 2008 werd herkozen als voorzitter van N-VA met 98,89 procent van de stemmen, besloot in september 2008 die steun op te zeggen, nadat de discussies over de staatshervorming waren geëvacueerd naar een dialoog van gemeenschap tot gemeenschap, die volgens N-VA geen kans op slagen had. Dit betekende het einde van het kartel met CD&V, waarna N-VA als een zelfstandige partij doorging.
Bij de Vlaamse verkiezingen op 7 juni 2009 leidde De Wever zijn partij naar een verkiezingsoverwinning met 13% van de stemmen. Zijn partij kreeg er 10 zetels in het Vlaams Parlement bij en kwam in totaal op 16 zetels. Hijzelf haalde een persoonlijke score met 123.155 voorkeurstemmen. Na deze Vlaamse verkiezingen van 7 juni 2009 keerde hij terug naar het Vlaams Parlement en bleef hij Vlaams volksvertegenwoordiger tot mei 2014. Tussen juli 2010 en januari 2013 werd hij door het Vlaams Parlement aangewezen als gemeenschapssenator. Na de verkiezingen van 2009 vormde N-VA met CD&V en sp.a de Vlaamse regering-Peeters II, waarin ze met Geert Bourgeois en Philippe Muyters twee ministers leverde.
Bij de federale verkiezingen op 13 juni 2010 won De Wever met N-VA de verkiezingen, met 31,7 procent van de stemmen van het Vlaams kiescollege van de senaat, of 19,6% van de landelijk voor de senaat uitgebrachte stemmen. Hij kreeg persoonlijk 785.776 voorkeurstemmen, maar nam zijn mandaat als rechtstreeks gekozen senator niet op. Koning Albert II van België benoemde op 17 juni 2010 De Wever tot informateur na de federale verkiezingen van 2010. Als voorzitter van de grootste Vlaamse partij kreeg De Wever een belangrijke verantwoordelijkheid in het rechttrekken van de eerder mislukte pogingen om een zesde staatshervorming en de splitsing van de tweetalige kieskring Brussel-Halle-Vilvoorde te verwezenlijken. Een akkoord hierover was voor N-VA cruciaal om tot een federale regering toe te treden. De onderhandelingen verliepen echter zeer moeizaam en na de mislukte preformatie-opdracht van PS-voorzitter Elio Di Rupo was De Wever in oktober 2010 tien dagen lang koninklijk verduidelijker, waarbij hij de standpunten tussen de verschillende partijen dichter bij elkaar diende te brengen. De nota die hij hiertoe indiende, werd echter door de Franstalige partijen verworpen. Uiteindelijk verliet N-VA in juli 2011 de onderhandelingstafel uit onvrede met de formateursnota die Di Rupo had ingediend, omdat de partij die op communautair vlak niet ver genoeg vond gaan en de sociaal-economische passages te links achtte. Kort nadien bereikten de acht overige partijen aan tafel een akkoord over de zesde staatshervorming en de splitsing van BHV, hetgeen in december 2011 uitmondde in de vorming van de regering-Di Rupo, terwijl N-VA in de oppositie belandde. 
In 2011 begon De Wever tevens aan zijn derde termijn als N-VA-voorzitter, waarbij hij een score van 99,35 procent behaalde. Nochtans is het aantal opeenvolgende mandaten als voorzitter door de N-VA-statuten beperkt tot twee (artikel 4.2), maar De Wever kreeg een uitzondering van de partijraad van N-VA.

#### Lokale verkiezingen 2012
Nadat het N-VA niet was gelukt om in de federale regering te raken, investeerde de partij in de aanloop naar de lokale verkiezingen van oktober 2012 fors in de uitbouw van lokale afdelingen, waarbij De Wever werd uitgespeeld als boegbeeld van een nationale precampagne. Hijzelf werd lijsttrekker voor de N-VA in de stad Antwerpen, waar hij sinds januari 2007 als enige verkozene voor zijn partij in de gemeenteraad zetelde. De N-VA behaalde er in oktober 2012 een klinkende overwinning met 37,73 procent van de stemmen, goed voor 23 zetels in de gemeenteraad. De Wever zelf behaalde 77.732 voorkeurstemmen en won daarmee de 'tweestrijd' met uittredend burgemeester Patrick Janssens (met 49.859 voorkeurstemmen), die een 'stadslijst' van sp.a en CD&V aanvoerde en 17 zetels behaalde (28,58 %). Op 11 december 2012 werd een coalitie van N-VA, CD&V en Open Vld gesloten en werden de socialisten voor het eerst in negentig jaar naar de oppositie verwezen. De Wever werd door deze coalitie voorgedragen om vanaf 1 januari 2013 burgemeester van Antwerpen te zijn. Ook in talrijke andere gemeenten, vooral in de rand rond Antwerpen, zette de partij hoge scores neer en wist ze zich lokaal te verankeren.

#### Wetgevende verkiezingen 2014 en deelname aan de regering-Michel I

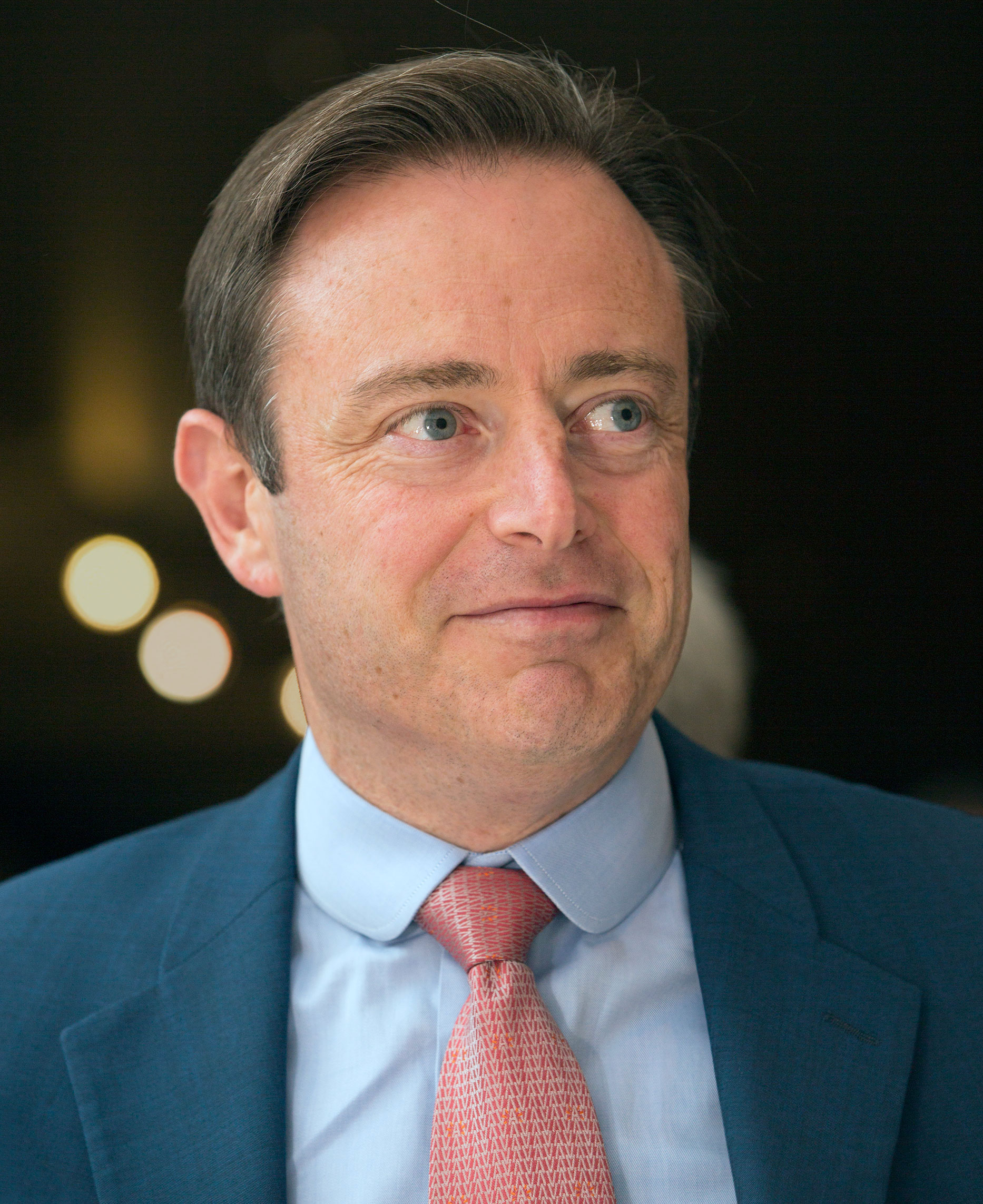
Bart De Wever in 2014

Met de samenvallende verkiezingen van 25 mei 2014 in aantocht, waarbij zowel voor de Kamer van volksvertegenwoordigers, het Vlaams Parlement en het Europees Parlement moest worden gestemd, hield N-VA een groot inhoudelijk congres om haar institutionele plannen uit te werken. De partij, die het Vlinderakkoord niet verregaand genoeg vond, schoof hierbij het confederalisme naar voren. België moest worden omgevormd tot een confederale staat met een federale overheid die enkel nog belangrijke gedeelde bevoegdheden zou beheren en deelstaten die maximale autonomie kregen.  
De wetgevende verkiezingen van 25 mei 2014 betekenden een vooruitgang van de N-VA in aantal stemmen en zetels, met scores van 31 à 32 procent voor de Kamer (goed voor 33 zetels) en het Vlaams Parlement (waar 43 zetels werden behaald). De Wever zelf werd bij deze verkiezingen met een score van 314.650 voorkeursstemmen verkozen tot federaal Kamerlid, een functie die hij uitoefende tot in mei 2019. Op 27 mei 2014 werd De Wever, die daags voordien door koning Filip van België als eerste onder de partijvoorzitters was geconsulteerd, door hem met een informatieopdracht belast met het oog op de vorming van een federale regering. Op 25 juni diende hij zijn eindverslag in en werd hij van zijn opdracht als informateur ontheven. Tegelijk startte hij onderhandelingen voor de vorming van een Vlaamse regering, waar een bestuur van N-VA, CD&V en Open Vld werd gevormd, met Geert Bourgeois als eerste minister-president voor deze partij.
De drie partijen slaagden erin om de liberale MR te overtuigen om als enige Franstalige partij mee in een federale regering te stappen. Om dit mogelijk te maken, stak N-VA haar plannen voor het confederalisme in de koelkast om een sociaal-economische herstelregering te vormen, met als doel om de linkse Franstalige partijen, met name de PS, ertoe te brengen om zelf een staatshervorming te eisen om meer bevoegdheden naar Wallonië te halen. In oktober 2014 werd de regering-Michel I geïnstalleerd, met aan het hoofd MR-politicus Charles Michel. De Wever zelf nam geen rol op in deze regering en bleef partijvoorzitter en burgemeester van Antwerpen. In de federale regering eiste de N-VA belangrijke bevoegdheden als binnenlandse zaken, financiën, defensie en asiel en migratie op, dat de partij moest toelaten om haar rechtse profiel op sociaal-economisch, migratie- en veiligheidsvlak verder uit te bouwen. De verwezenlijkingen van de sociaal-economische herstelregering-Michel I bleven echter ondermaats, omdat de regering voortdurend gebukt ging onder conflicten tussen de Vlaamse partijen, met name tussen N-VA en CD&V met Kris Peeters als vicepremier, en er ideologische verschillen aan de oppervlakte kwamen.
Op 15 november 2014 werd De Wever met 90,76 procent van de stemmen verkozen voor een vierde termijn als voorzitter van de partij. In september 2017 verleende de partijraad van N-VA hem toestemming om zich kandidaat te stellen voor een vijfde termijn, waarna hij in november dat jaar als enige kandidaat herkozen werd met 98,46 procent van de stemmen.

#### Verkiezingen van 2018 en 2019
Bij de gemeenteraadsverkiezingen van oktober 2018 behield de N-VA haar 23 zetels in Antwerpen en behaalde De Wever als uittredend burgemeester 76.702 voorkeurstemmen. De partij kon in principe haar centrumrechtse meerderheid met CD&V en Open Vld voortzetten, maar die had slechts een zetel op overschot. De Wever vormde vervolgens een 'Bourgondische coalitie' met N-VA, Open Vld en sp.a en werd zo in januari 2019 voor de tweede maal burgemeester van de stad.
Over heel Vlaanderen gezien, kende N-VA echter een achteruitgang terwijl de Vlaams-nationalistische concurrenten van het Vlaams Belang stevig vooruitgingen. Enkele maanden later ontstond een regeringscrisis over het VN-Migratiepact, omdat N-VA wilde dat België zich zou onthouden bij de stemming in Marrakesh. De andere coalitiepartijen kregen daarop parlementaire steun van de oppositie, waardoor vervroegde verkiezingen vermeden werden. Op 9 december 2018 voerde de premier een regeringsherschikking door, zonder N-VA-ministers, maar op 18 december 2018 viel de regering-Michel II alsnog en werd zo een regering in lopende zaken - eveneens zonder vervroegde verkiezingen.
De Wever werd lijsttrekker voor de Vlaamse verkiezingen van mei 2019 in de provincie Antwerpen, met de ambitie om Vlaams minister-president te worden. Als dat lukte, zou hij zijn burgemeesterssjerp en het partijvoorzitterschap afstaan. Hij werd met 242.386 voorkeurstemmen verkozen tot Vlaams Parlementslid en aangezien zijn partij, ondanks veel stemmenverlies ten voordele van het Vlaams Belang en een terugval tot 25 procent, de grootste bleef in Vlaanderen, nam hij het initiatief voor het vormen van een nieuwe Vlaamse regering, waarbij hij een aantal gesprekken voerde met het Vlaams Belang, dat uiteindelijk in de oppositie bleef. Op 12 augustus 2019 stelde De Wever zijn startnota voor en kondigde hij aan dat partijgenoot Jan Jambon de Vlaamse onderhandelingen verder ging leiden. De Wever werd dus geen minister-president. Begin oktober 2019 werd de regering-Jambon geïnstalleerd, een hernieuwde Zweedse coalitie van N-VA, CD&V en Open Vld.
Tijdens de aanslepende federale regeringsformatie van 2019-2020, waarbij herhaaldelijk werd geprobeerd om een regering met N-VA en PS te vormen, werd De Wever samen met Paul Magnette, de voorzitter van PS, in juli 2020 aangesteld tot preformateur om een zogenaamde paars-gele regering met N-VA en PS te vormen, nadat die laatste partij daar na lang aarzelen mee had ingestemd. Ze hadden daarbij een regering met sp.a, CD&V, cdH en Open Vld in gedachten, waarbij er in ruil voor sociale toegevingen, in afwachting van een defederalisering van deze bevoegdheden, een asymmetrisch regionaal beleid op het vlak van arbeidsmarkt en gezondheidszorg zou worden gevoerd. Omdat De Wever en Magnette Open Vld niet konden overtuigen om zonder zusterpartij MR mee te gaan in hun plannen, gaven ze half augustus zonder succes hun opdracht terug aan de koning, waarna begin oktober 2020 een zogenaamde Vivaldicoalitie zonder N-VA werd gevormd en de partij in de oppositie eindigde.
Hierna besloot De Wever om zich kandidaat te stellen voor een zesde termijn als N-VA-voorzitter, waarbij hij opnieuw geen tegenkandidaten tegenover zich had. Op 14 november 2020 werd Bart De Wever met een score van 96,8% van de stemmen verkozen voor een nieuw mandaat van drie jaar als voorzitter van N-VA. Zijn zesde termijn zou eind 2023 afgelopen, maar in juni 2022 stemde de partijraad van N-VA ermee in om de interne verkiezingen uit te stellen naar het voorjaar van 2025, om de campagne voor de verkiezingen van juni 2024 en de daaropvolgende regeringsvorming niet te hinderen. Op het einde van zijn mandaat in februari 2025 stond De Wever bijna 21 jaar aan het roer van de partij. Hiermee werd De Wever, op Olivier Maingain na, de langstzittende partijvoorzitter uit de Belgische politieke geschiedenis.

#### Verkiezingen in 2024
Bij de verkiezingen van 9 juni 2024 was De Wever federaal lijsttrekker voor de N-VA en werd hij als zodanig opnieuw verkozen in de Kamer van volksvertegenwoordigers, met een score van 255.446 voorkeursstemmen. N-VA bleef na de federale en regionale verkiezingen onverwacht de grootste partij van Vlaanderen, nadat het Vlaams Belang lange tijd aan de koppositie stond in de peilingen. Voor de verkiezingen had De Wever, die uitdrukkelijk kandidaat was voor het premierschap, een coalitie met de partij uitgesloten om voorrang te geven aan een communautaire deal met de PS en het vormen van een sociaal-economische herstelregering om de Vlaamse welvaart te beschermen, hetgeen de uittredende Vivaldi-regering volgens hem te weinig had gedaan. Niet alleen kreeg De Wever als informateur opnieuw het initiatiefrecht kreeg om de Vlaamse regering te vormen, ook als federaal informateur mocht hij de formatie op dat niveau in gang trekken. Na negen dagen droeg De Wever de leiding over de Vlaamse onderhandelingen over aan zijn partijgenoot Matthias Diependaele, die uiteindelijk een regering vormde met CD&V en Vooruit, waarna hij zich volledig toelegde op de federale formatie. Door de nederlaag van de PS bij de federale verkiezingen en haar keuze voor de oppositie, was van een grote communautaire deal geen sprake meer en legde De Wever zich toe op de vorming van een sociaal-economische herstelregering met CD&V en Vooruit aan Vlaamse kant en MR en Les Engagés aan Franstalige kant. Nadat De Wever een informateursnota had voorgelegd aan zijn beoogde coalitiepartners, werd hij op 26 juni 2024 bevorderd tot preformateur. Op 10 juli 2024 benoemde koning Filip De Wever tot formateur met als opdracht een federale regering te vormen. Na weken van onderhandelingen zonder resultaat bood hij op 22 augustus 2024 zijn ontslag als formateur aan. Koning Filip accepteerde zijn ontslag. Na een week bemiddeling door bemiddelaar Maxime Prévot werd De Wever opnieuw aangesteld tot formateur. Uiteindelijk werd er op 31 januari 2025 een regeerakkoord bereikt, dat tot doel had om de staatsfinanciën te saneren en diepgaande sociaal-economische hervormingen in arbeidsmarkt, fiscaliteit en pensioenen door te voeren.
Bij de gemeenteraadsverkiezingen van oktober 2024 was De Wever opnieuw lijsttrekker van de N-VA in de stad Antwerpen en was zo kandidaat om zichzelf op te volgen als burgemeester. De N-VA werd op de verkiezingsdag de grootste partij in Antwerpen en De Wever bleef de populairste kandidaat met 59.309 voorkeurstemmen, waarna hij mee de onderhandelingen leidde voor het nieuwe schepencollege. N-VA ging een coalitie aan met de partij Vooruit. Op 2 januari 2025 werd het nieuwe stadsbestuur geïnstalleerd met De Wever opnieuw als burgemeester. Op 20 januari 2025 legde De Wever de eed af bij de Antwerpse gouverneur Cathy Berx.

#### Premierschap

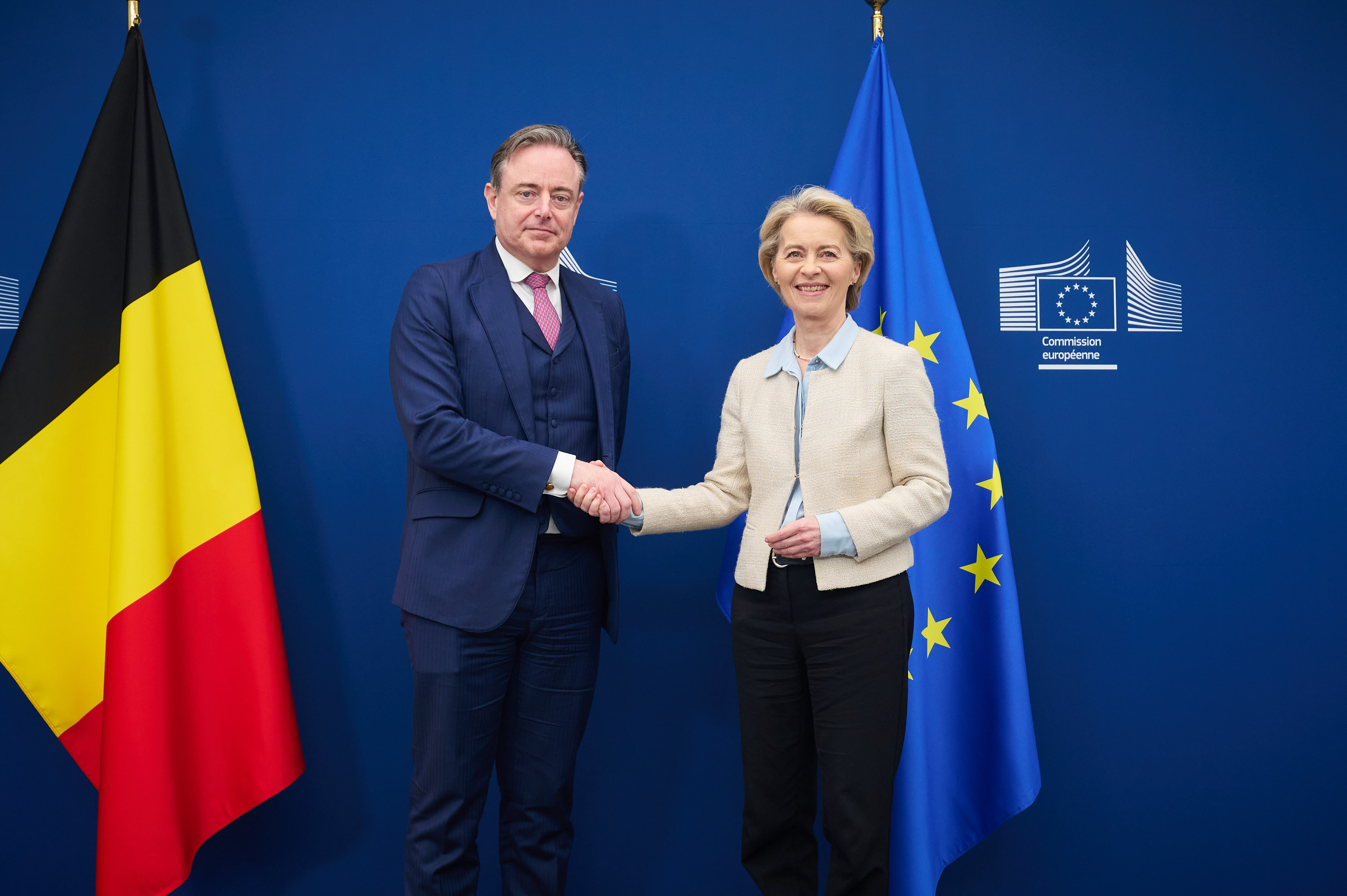
De Wever met Ursula von der Leyen, 2025

Op 3 februari 2025 werd de regering-De Wever officieel geïnstalleerd en legde Bart De Wever de eed af als eerste Vlaams-nationalistische eerste minister van België. Hierdoor kwam er na bijna 21 jaar een einde aan zijn partijvoorzitterschap bij N-VA, een functie waarin hij tijdelijk werd opgevolgd door ondervoorzitter Steven Vandeput, vervolgens in april officieel door Valerie Van Peel. In Antwerpen werd zijn burgemeestersfuncties (na een tijdelijke interim-periode - tot op 24 februari - van eerste schepen Koen Kennis) overgenomen door Els van Doesburg, die de titel van waarnemend burgemeester kreeg, terwijl De Wever titelvoerend burgemeester van de stad bleef.

### Overzicht deelname politieke verkiezingen
- Kamer van volksvertegenwoordigers 18 mei 2003 - 1e plaats kieskring Antwerpen - N-VA - niet verkozen
- Vlaams Parlement 13 juni 2004 - 4e plaats kieskring Antwerpen - CD&V-N-VA - verkozen - stopt mandaat na de verkiezing van 10 juni 2007 - vervangen door Dirk de Kort (CD&V)
- Gemeenteraad 8 oktober 2006 - Antwerpen - 3e plaats - CD&V-N-VA - verkozen
- Districtsraad 8 oktober 2006 - Berchem - 23e plaats - CD&V-N-VA - verkozen - beslist niet te zetelen
- Kamer van volksvertegenwoordigers 10 juni 2007 - 2e plaats kieskring Antwerpen - CD&V-N-VA - verkozen - stopt mandaat na de verkiezing van 7 juni 2009 - vervangen door Kristof Waterschoot (CD&V)
- Europees Parlement 7 juni 2009 - 13e plaats kieskring Vlaanderen - N-VA - verkozen - beslist niet te zetelen - vervangen door Frieda Brepoels, die als lijsttrekker en als eerste opvolger op de lijst stond
- Vlaams Parlement 7 juni 2009 - 1e plaats kieskring Antwerpen - N-VA - verkozen
- Senaat 13 juni 2010 - 1e plaats Vlaamse kieskring - N-VA - verkozen met 785.776 voorkeurstemmen - De Wever besloot niet te zetelen, maar wel als gemeenschapssenator aan de vergadering deel te nemen. In de senaat was Patrick De Groote zijn opvolger
- Gemeenteraad 14 oktober 2012 - Antwerpen - lijsttrekker - N-VA - verkozen
- Kamer van volksvertegenwoordigers 25 mei 2014 - 1e plaats kieskring Antwerpen - N-VA - verkozen
- Gemeenteraad 14 oktober 2018 - Antwerpen - lijsttrekker - N-VA - verkozen
- Vlaams Parlement 26 mei 2019 - 1e plaats kieskring Antwerpen - N-VA - verkozen
- Kamer van volksvertegenwoordigers 9 juni 2024 - 1e plaats kieskring Antwerpen - N-VA - verkozen
- Gemeenteraad 13 oktober 2024 - Antwerpen - lijsttrekker - N-VA - verkozen

## Gedachtegoed
De Wever noemt zichzelf liberaal-conservatief en heeft een centrumrechts imago, een gedachtegoed dat hij ook uitdroeg in de columns die hij schreef voor de kranten De Standaard (2004-2006 en 2008-2013) en De Morgen (2006-2008). Hij is een bewonderaar van de 18e-eeuwse Ierse conservatieve filosoof Edmund Burke, van diens conservatieve leer en van de Britse psychiater en columnist Anthony Daniels, die beter bekend is onder zijn nom de plume Theodore Dalrymple.
Volgens politiek filosoof Jason Stanley is De Wever een meester in beleefde xenofobie. Volgens politicoloog Carl Devos daarentegen is De Wever niet xenofoob noch populistisch, hoewel sommige van zijn standpunten (zoals over een eigen Belgisch asiel- en grensbeleid en een apart statuut voor erkende vluchtelingen) wel juridisch lastig en moreel betwistbaar zijn. De Belgische politicoloog Régis Dantoy stelde in 2010 dat De Wever zich op een dubbelzinnige manier positioneert: hij presenteert zich als een mainstream politicus en als een populaire figuur die flirt met populisme, om zo een brede electorale achterban aan te spreken, waaronder ook kiezers die traditioneel met extreemrechts worden geassocieerd. In zijn doctoraat uit 2012 stelde professor digitale media en politiek Ico Maly dat de politieke communicatie van De Wever bestond uit vier ideologische stromingen: de antiverlichting, het neoliberalisme, het Vlaams-nationalisme en het homogeneïsme. Filosoof Philippe Van Parijs beschreef hem als een civiel nationalist in plaats van een etnisch nationalist, en stelde bovendien de vraag of De Wever nog wel als separatist kan worden beschouwd.
In een interview met Der Spiegel omschreef De Wever in 2010 zichzelf als tegenstander van vormen van extreemrechtse en extreemlinkse politiek. Ook zei hij tegen het Duitse tijdschrift: "Ik ben van nature conservatief en houd niet van avonturen." De Wever, die vanuit zijn VNJ-jeugdjaren orangistische sympathieën heeft, pleit openlijk voor een hereniging van de Nederlanden. Over Nederlanders en Vlamingen stelt hij dat ze "hetzelfde volk, gescheiden door dezelfde taal" zijn.

## Talenkennis
De Wever geeft interviews in vier talen: Nederlands, Frans, Engels en Duits. Zijn ouders stimuleerden hem, naar eigen zeggen, tijdens zijn schooljaren om Frans te leren. "Wij werden thuis wel aangemoedigd om Frans te leren. De reflex was: 'Zorg ervoor dat je goed Frans kunt, anders zullen de Franstaligen je afschilderen als een enggeestige boerenpummel." In 2005 volgde De Wever, tezamen met onder andere de toenmalige SPIRIT-voorzitter Geert Lambert, een opfriscursus Frans in een taleninstituut in Wallonië.
Begin jaren 90 deed hij in Baskenland twee weken vakantiewerk in een cultureel centrum. Volgens een journalist van De Standaard sprak De Wever uitsluitend Baskisch op een persconferentie in 2013 in Baskenland. De Wever ontving daar de Sabino Arana-prijs.

## Trivia
- Op 5 februari 2009 was De Wever een van de drie finalisten van de VRT-quiz De Slimste Mens ter Wereld. Na tien voorrondes te hebben overleefd, verloor hij de finale van Freek Braeckman met slechts één seconde verschil.
- Voor de lezers van deredactie.be was De Wever de persoonlijkheid van het jaar 2009[48] en 2010.
- De Wever gebruikt nu en dan Latijnse gezegden. Deze gewoonte wekte medio 2010 in het Vlaams onderwijs vernieuwde belangstelling voor de studierichting klassieke talen.[49] Zo gebruikte hij na de verkiezingsoverwinning van 25 mei 2014 de spreuk Vicit vim virtus: De moed heeft het geweld overwonnen. Na de verkiezingsoverwinning van 9 juni 2024, waarbij de N-VA zowel op Vlaams als federaal niveau de grootste werd, begon hij zijn overwinningstoespraak met de uitspraak Ad astra per aspera: Langs de moeilijkste weg naar de sterren. Op het N-VA-verkiezingsfeest op 13 oktober 2024 ging De Wevers zoon hem voor met een Romeinse adelaarsstaf met het opschrift 'SPQA', een afkorting voor Senatus Populusque Antverpiensis, een verwijzing naar SPQR. Even later begon hij zijn overwinningstoespraak met Roma victrix: Rome heeft gewonnen.[50] Op 31 januari 2025 plaatste De Wever op zijn X-profiel de woorden alea iacta est (de teerling is geworpen), nadat hij na zeven maanden onderhandelingen er in slaagde een federaal regeerakkoord te bereiken.
- Op 17 juni 2010 had De Wever in de hoedanigheid van federale informateur op de persconferentie geen Franse vertaling voorbereid. Toen de Franstalige pers naar de Franse versie vroeg, zette hij zijn fout - niet gespeend van enige spot - recht met "En français? Ah oui, je n'ai pas préparé ça. C'est déjà une bêtise!" ("In het Frans? Ah ja, dat heb ik niet voorbereid. Dit is al niet zo slim"). Vervolgens vertaalde hij zijn hele tekst in het Frans.[51]
- Op 29 augustus 2012 was De Wever te gast in het Nederlandse televisieprogramma Knevel & Van den Brink, waarin hij zijn verhaal vertelde over zijn ziekte, obesitas. De Wever was in zes maanden tijd ruim 50 kilo afgevallen.
- Hij speelde mee in het derde seizoen van de komische VTM-serie Tegen de Sterren op, en werd eerder in het programma gepersifleerd en geïmiteerd door Ivan Pecnik.
- De Wever werd in 2012 in Humo's Pop Poll verkozen tot zowel Politicus van het jaar als Lul van het jaar.[52]

## Publicaties
- De Wever, Bart (1995). Herrijzenis van de Vlaams-nationalistische partijpolitiek (1949-1965). Het arrondissement Antwerpen. KUL.
- De Wever, Bart, De Wever, Bruno (1999). Nationalisme in België: identiteiten in beweging 1780-2000. Houtekiet, Antwerp, "Groot-Nederland als utopie en voorwendsel", 146–159.
- De Wever, Bart (2008). Het kostbare weefsel: vijf jaar maatschappijkritiek. Pelckmans, Kapellen.
- De Wever, Bart, Dalrymple, Theodore (2011). Vrijheid en oprechtheid. Pelckmans, Kapellen.
- De Wever, Bart (2011). Werkbare waarden: een vervolg op Het kostbare weefsel. Pelckmans, Kapellen.
- (fr) De Wever, Bart (2013). Derrière le miroir. Le Cri, Brussels.
- De Wever, Bart (2019). Over identiteit. Borgerhoff & Lamberigts, Gent.
- De Wever, Bart, Imbo, Lisbeth, Benhaddou, Khalid (2021). Botsen de beschavingen?: 20 jaar na 9/11 nog altijd het noorden kwijt. Pelckmans, Kapellen.
- De Wever, Bart (2023). Over Woke. Borgerhoff & Lamberigts, Gent.
  - (fr) De Wever, Bart (2023). Woke. Kennes.
- De Wever, Bart, Vermant, Johan (2023). Het verhaal van Antwerpen. Pelckmans, Kapellen.

## Filmografie
- BDW Politiek Beest - documentaire van regisseur Paul Jambers (2024)

## Onderscheidingen
- 2013: Sabino Arana-prijs genoemd naar de Bask Sabino Arana[41]
- 2023: Pim Fortuynprijs[53]

de Gerlache · 
Lebeau · 
de Mûelenaere · 
Goblet d'Alviella · 
de Theux de Meylandt · 
Lebeau · 
Nothomb · 
Van de Weyer · 
de Theux de Meylandt · 
Rogier · 
Henri de Brouckère · 
de Decker · 
Rogier · 
Frère-Orban · 
d'Anethan · 
de Theux de Meylandt · 
Malou · 
Frère-Orban · 
Malou · 
Beernaert · 
de Burlet · 
de Smet de Naeyer · 
Vandenpeereboom · 
de Smet de Naeyer · 
de Trooz · 
Schollaert · 
de Broqueville · 
Cooreman · 
Delacroix · 
Carton de Wiart · 
Theunis · 
Van de Vyvere · 
Poullet · 
Jaspar · 
 Renkin · 
de Broqueville · 
Theunis · 
van Zeeland · 
Janson · 
Spaak · 
Pierlot · 
Van Acker · 
Spaak · 
Van Acker · 
Huysmans · 
Spaak · 
Eyskens · 
Duvieusart · 
Pholien · 
Van Houtte · 
Van Acker · 
Eyskens · 
Lefèvre · 
Harmel · 
Vanden Boeynants · 
Eyskens · 
Leburton · 
Tindemans · 
Vanden Boeynants · 
Martens · 
Eyskens · 
Martens · 
Dehaene · 
Verhofstadt · 
Leterme · 
Van Rompuy · 
Leterme · 
Di Rupo · 
Michel · 
Wilmès ·
De Croo ·
De Wever
- Gemeinsame Normdatei: 1022898671
- International Standard Name Identifier: 0000 0000 3666 0642
- Library of Congress Control Number: n2003110408
- Nationale Bibliotheek van Tsjechië: xx0270422
- Nederlandse Thesaurus van Auteursnamen: 244701083
- Système universitaire de documentation: 159187990
- Virtual International Authority File: 68311856
- WorldCat: E39PBJrmdjdhDYtBXP4pWjXmVC